# Toci

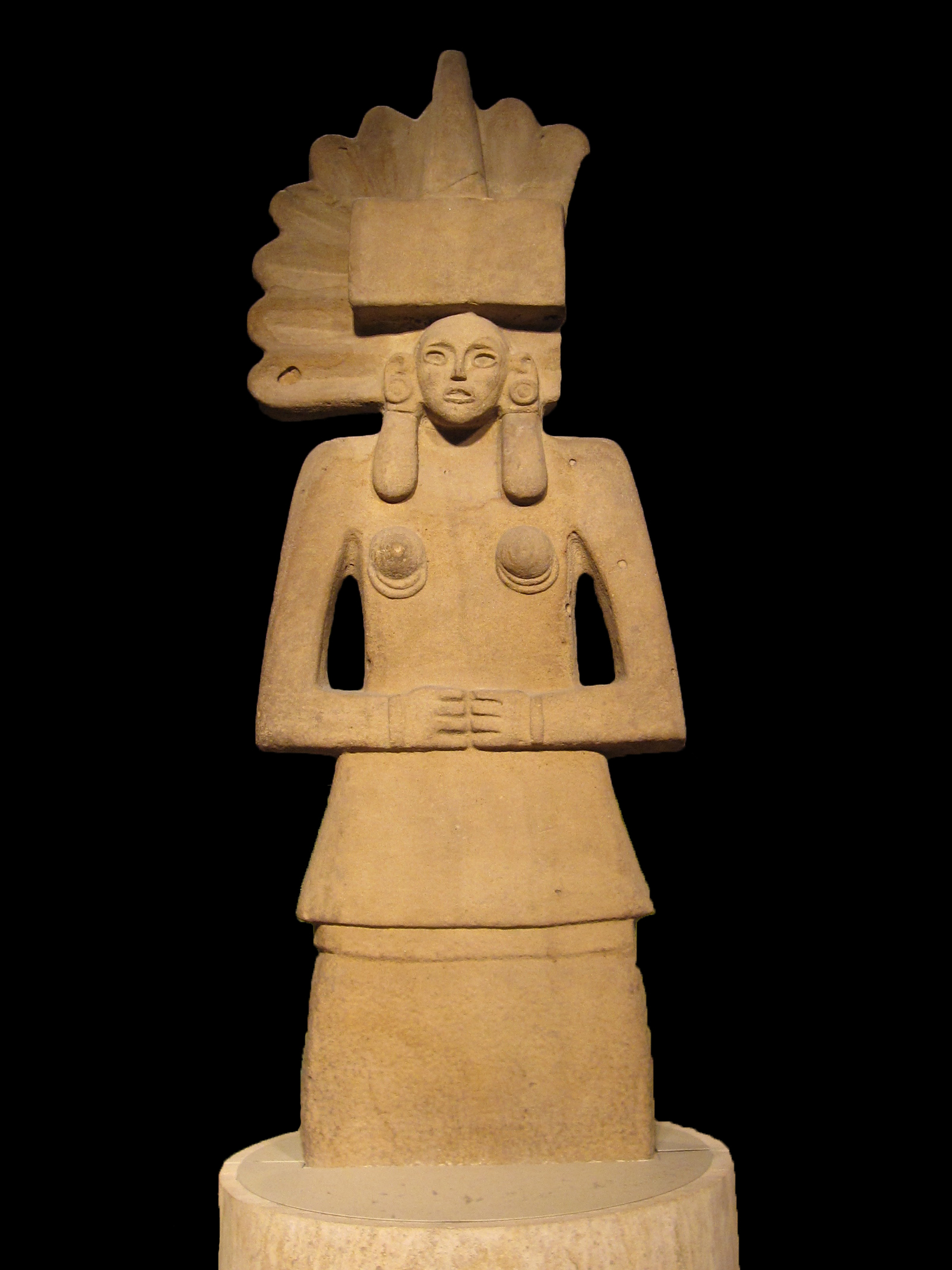
Huastecka figurka Tlazolteotl z Muzeum Brytyjskiego w Londynie

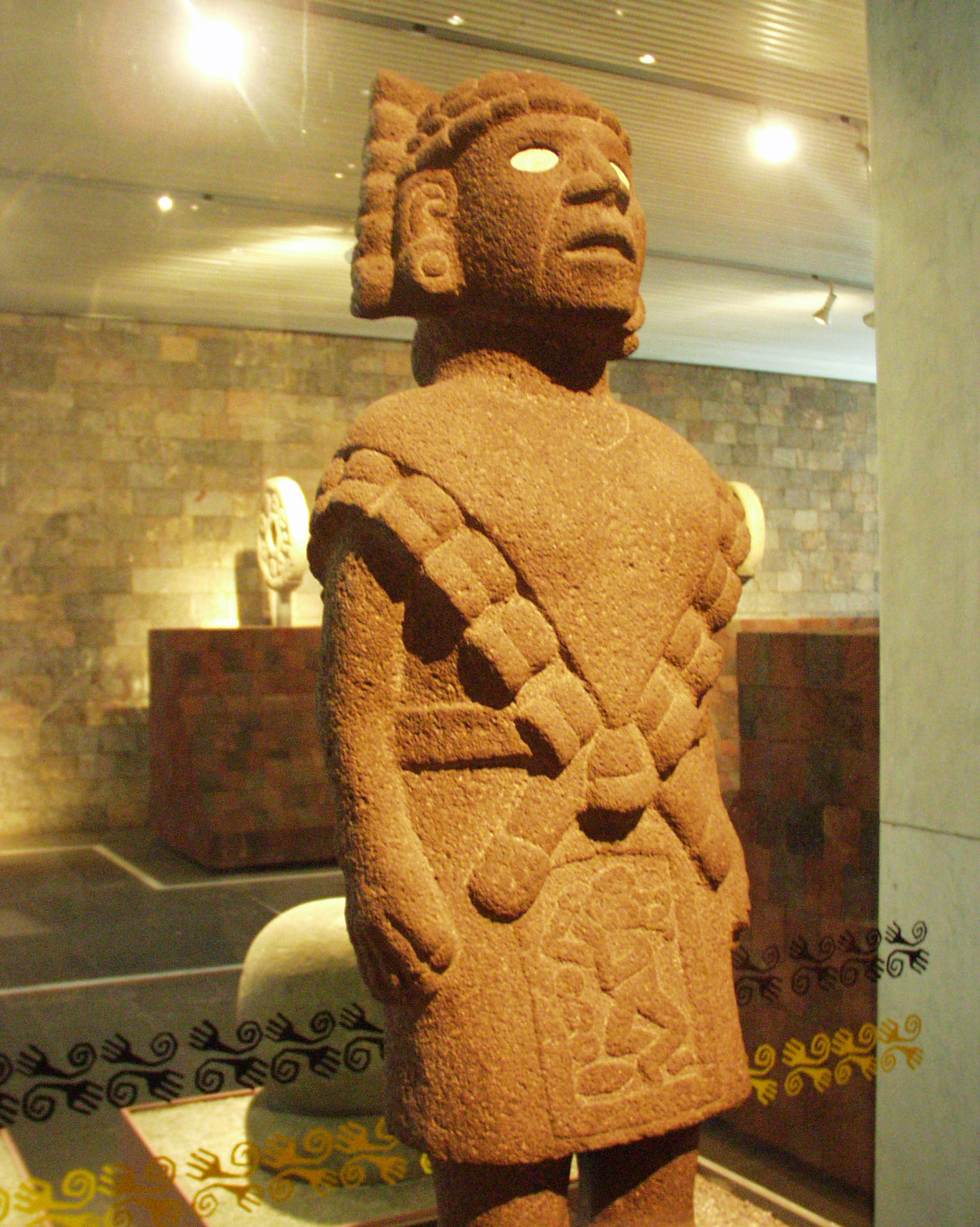
Figurka Toci

Toci (Nasza Babka) – w mitologii azteckiej matka-babka bogów i bogini ziemi.
Toci była inną postacią bogini Coyolxauhqui oraz niekiedy łączono ją z Tlazolteotl. Jako bogini ziemi była również patronką akuszerek i leczenia oraz identyfikowano ją z kąpielami leczniczymi. Miesiącem, w którym wznoszono szczególnie do niej modły, był dziesiąty miesiąc Miccailhuitontli oraz Ochpanizli.
Inne jej imienia to: Teteo Innan lub Tlalli Iyollo jako Serce Ziemi.